# Église Saint-Pierre-Saint-Paul d'Égly
Pour les articles homonymes, voir Église Saint-Pierre et Église Saint-Paul.
L'église Saint-Pierre-Saint-Paul est une église paroissiale de culte catholique, dédiée aux apôtres Pierre et Paul, située dans la commune française d'Égly et le département de l'Essonne.

## Situation
L'église Saint-Pierre-Saint-Paul est située en centre-ville d'Égly en bordure de la rue d'Ollainville, actuelle route départementale 192, sur la rive droite de la rivière l'Orge à proximité de l'actuel hôtel de ville.

## Histoire
L'édifice est inscrit au titre des monuments historiques en 1929.

## Pour approfondir

## Sources
1. ↑  Fiche de l'église Saint-Pierre-Saint-Paul d'Égly sur le site du diocèse d’Évry. Consulté le 03/05/2011.
2. ↑  « Église Saint-Pierre », notice no PA00087890, sur la plateforme ouverte du patrimoine, base Mérimée, ministère français de la Culture